# Cyber Sunday 2008
Cyber Sunday 2008 è stata la terza ed ultima edizione dell'omonimo pay-per-view prodotto dalla World Wrestling Entertainment. L'evento si è svolto il 26 ottobre 2008 all'US Airways Center di Phoenix.

## Storyline
Il 5 ottobre, a No Mercy, Batista sconfisse JBL, diventando così lo sfidante al World Heavyweight Championship di Chris Jericho. Nella puntata di Raw del 6 ottobre il General Manager dello show, Mike Adamle, annunciò quindi un match titolato tra Jericho e Batista per Cyber Sunday. Successivamente Adamle decise che il pubblico avrebbe scelto l'arbitro speciale dell'incontro tra i due tramite un sondaggio online: i tre candidati erano Randy Orton, Shawn Michaels e "Stone Cold" Steve Austin.
A No Mercy, Triple H difese con successo il WWE Championship contro Jeff Hardy. Nella puntata di SmackDown del 10 ottobre la General Manager dello show, Vickie Guerrero, annunciò che Triple H avrebbe difeso il titolo a Cyber Sunday contro un avversario scelto dal pubblico: i due papabili contendenti erano lo stesso Jeff Hardy e Vladimir Kozlov; tuttavia vi era anche come terza opzione un Triple Threat match, con entrambi gli atleti che avrebbero poi preso parte all'incontro per il WWE Championship.
A No Mercy, Matt Hardy difese con successo l'ECW Championship contro Mark Henry. Nella puntata di ECW del 14 ottobre il General Manager dello show, Theodore Long, annunciò che il pubblico avrebbe scelto l'avversario di Hardy per Cyber Sunday: i tre papabili contendenti erano Evan Bourne, Finlay e lo stesso Mark Henry.
Il 7 settembre, a Unforgiven, Big Show effettuò un turn heel nei confronti di The Undertaker, attaccandolo brutalmente per salvare la General Manager di SmackDown, Vickie Guerrero. A No Mercy, Big Show sconfisse The Undertaker per TKO dopo che lo aveva colpito con tre KO Punch. Un rematch tra i due fu poi sancito per Cyber Sunday; con il pubblico che avrebbe scelto la stipulazione dell'incontro: un Knockout match, un "I Quit" match oppure un Last Man Standing match.
A No Mercy, Rey Mysterio sconfisse Kane per squalifica in un Mask match, evitando così lo smascheramento pubblico. Un rematch tra i due fu poi annunciato per Cyber Sunday; con il pubblico che avrebbe scelto la stipulazione dell'incontro: un No Holds Barred match, un Falls Count Anywhere match oppure un 2-out-of-3 Falls match.
Nella puntata di Raw del 6 ottobre il General Manager Mike Adamle annunciò che Santino Marella avrebbe difeso l'Intercontinental Championship a Cyber Sunday contro un campione intercontinentale del passato, il quale sarebbe stato poi scelto dal pubblico: i tre possibili candidati erano Goldust, Roddy Piper e The Honky Tonk Man.
Per Cyber Sunday fu inoltre sancito che il pubblico avrebbe scelto uno di questi tre incontri da disputarsi durante l'evento: un match tra John Morrison e The Miz contro i Cryme Tyme (JTG e Shad), un Mixed Tag Team match tra William Regal e Layla contro Jamie Noble e Mickie James oppure un match per il World Tag Team Championship tra i campioni Cody Rhodes e Ted DiBiase contro CM Punk e Kofi Kingston.

## Risultati
| #    | Incontri                                                                              | Stipulazioni                                                                              | Durata |
| ---- | ------------------------------------------------------------------------------------- | ----------------------------------------------------------------------------------------- | ------ |
| Dark | Shelton Benjamin (c) ha sconfitto R-Truth                                             | Single match per il WWE United States Championship                                        | 03:23  |
| 1    | Rey Mysterio ha sconfitto Kane                                                        | No holds barred match                                                                     | 10:17  |
| 2    | Matt Hardy (c) ha sconfitto Evan Bourne                                               | Single match per l'ECW Championship                                                       | 11:01  |
| 3    | John Morrison e The Miz hanno sconfitto The Cryme Tyme                                | Tag team match                                                                            | 10:22  |
| 4    | The Honky Tonk Man ha sconfitto Santino Marella (c) (con Beth Phoenix) per squalifica | Single match per il WWE Intercontinental Championship                                     | 01:06  |
| 5    | The Undertaker ha sconfitto Big Show                                                  | Last man standing match                                                                   | 19:23  |
| 6    | Triple H (c) ha sconfitto Jeff Hardy                                                  | Single match per il WWE Championship                                                      | 15:37  |
| 7    | Batista ha sconfitto Chris Jericho (c)                                                | Single match per il World Heavyweight Championship con Steve Austin come arbitro speciale | 17:06  |

### Risultati dei sondaggi
| Sondaggio                                                              | Risultato | Risultato |
| ---------------------------------------------------------------------- | --- | --- |
| Avversario di Shelton Benjamin per il WWE United States Championship   | - R-Truth (59 %) - Festus (26 %) - Montel Vontavious Porter (15 %) | - R-Truth (59 %) - Festus (26 %) - Montel Vontavious Porter (15 %) |
| Stipulazione del match tra Kane e Rey Mysterio                         | - No holds barred match (39 %) - Falls count anywhere match (35 %) - Two-out-of-three falls match (26 %)                                                                          | - No holds barred match (39 %) - Falls count anywhere match (35 %) - Two-out-of-three falls match (26 %)                                                                          |
| Avversario di Matt Hardy per l'ECW Championship                        | - Evan Bourne (69 %) - Finlay (25 %) - Mark Henry (6 %) | - Evan Bourne (69 %) - Finlay (25 %) - Mark Henry (6 %) |
| Partecipanti al Tag team match                                         | - John Morrison e The Miz vs. The Cryme Tyme (38%) - Cody Rhodes e Ted DiBiase Jr. vs. CM Punk e Kofi Kingston (35%) - William Regal e Layla vs. Jamie Noble e Mickie James (27%) | - John Morrison e The Miz vs. The Cryme Tyme (38%) - Cody Rhodes e Ted DiBiase Jr. vs. CM Punk e Kofi Kingston (35%) - William Regal e Layla vs. Jamie Noble e Mickie James (27%) |
| Avversario di Santino Marella per il WWE Intercontinental Championship | - The Honky Tonk Man (35%) - Roddy Piper (34%) - Goldust (31%) | - The Honky Tonk Man (35%) - Roddy Piper (34%) - Goldust (31%) |
| Stipulazione del match tra Big Show e The Undertaker                   | - Last man standing match (49%) - "I Quit" match (42%) - Knockout match (9%) | - Last man standing match (49%) - "I Quit" match (42%) - Knockout match (9%) |
| Vincitrice dell'Halloween costume contest                              | - Mickie James - Beth Phoenix - Brie Bella - Candice Michelle - Eve Torres - Jillian Hall - Kelly Kelly - Katie Lea Burchill                                                      | - Layla - Lena Yada - Maria - Maryse - Michelle McCool - Natalya - Tiffany - Victoria                                                                                             |
| Avversario di Triple H per il WWE Championship                         | - Jeff Hardy (57%) - Jeff Hardy e Vladimir Kozlov (38%) - Vladimir Kozlov (5%) | - Jeff Hardy (57%) - Jeff Hardy e Vladimir Kozlov (38%) - Vladimir Kozlov (5%) |
| Arbitro speciale del match tra Batista e Chris Jericho                 | - Steve Austin (74%) - Shawn Michaels (22%) - Randy Orton (4%) | - Steve Austin (74%) - Shawn Michaels (22%) - Randy Orton (4%) |